# Вигдоров, Александр Семёнович
Александр Семёнович Вигдоров (29 января 1942 — 3 февраля 2021) — советский и российский актёр.

## Биография
Родился 29 января 1942 года.
Дебютировал в кино в 1965 году в историко-революционном фильме режиссёра Аиды Манасаровой «Двадцать лет спустя», где сыграл роль юного комсомольца-подпольщика Васи Каменского. Пик активности актёра пришёлся на 1970-е годы, он снимался в  эпизодических ролях в популярных фильмах «Иван Васильевич меняет профессию», «Как закалялась сталь», «Чисто английское убийство», «Отроки во Вселенной», «Любовь земная», «Два капитана».
В 1972 году сыграл одну из главных ролей в музыкальной комедии режиссёров Марка Захарова и Александра Орлова «Стоянка поезда — две минуты», где его партнёрами были Юрий Белов, Олег Видов и Валентина Теличкина.
Начиная с 1990-х годов снимался в основном в телесериалах.
Скончался 3 февраля 2021 года. Прах захоронен на Востряковском кладбище.

## Фильмография
- 1965 — Двадцать лет спустя — Вася Каменский
- 1969 — Король-олень
- 1970 — Удивительный мальчик — гангстер
- 1971 — Путина — Саня
- 1971 — Мальчики — Аполлон Лукьянов
- 1971 — Возвращение к жизни — вор
- 1972 — Стоянка поезда — две минуты — Михалко
- 1973 — Ни пуха, ни пера! — Филипп
- 1973 — Как закалялась сталь — «Бритоголовый»
- 1973 — Иван Васильевич меняет профессию — стрелец
- 1973 — Друзья мои… — водитель сломавшейся машины
- 1974 — Чисто английское убийство — секретарь Джулиуса Уорбека
- 1974 — Отроки во Вселенной — Михаил Кондратьевич
- 1974 — Любовь земная — Митрий Поливанов
- 1975 — Победитель
- 1975 — На ясный огонь — дьяк
- 1975 — Маяковский смеётся — доктор / парень в общежитии
- 1975 — Ау-у! — помреж
- 1975 — Алмазы для Марии — корреспондент
- 1976 — Два капитана — Валя Жуков
- 1977 — Переезд
- 1977 — А у нас была тишина… — однополчанин Манефы[4]
- 1978 — Поговорим, брат…
- 1978 — Молодость
- 1978 — Колька-опера
- 1979 — Мужчины и женщины
- 1979 — Мишка на севере
- 1980 — Тайна Эдвина Друда — возница Джо
- 1980 — Хитрая ворона (мультфильм) — пёс (озвучивание)
- 1983 — Огонь, мерцающий в ночи
- 1987 — Сильнее всех иных велений
- 1987 — Ночной экипаж — доктор
- 1988 — Узник замка Иф
- 1988 — В одной знакомой улице… — мятежник
- 1989 — Визит дамы — художник
- 1991 — Преступление лорда Артура
- 1992 — Похождения Чичикова
- 1993 — Четвёртая сторона треугольника
- 1995 — Дорога на край жизни
- 1997 — Не валяй дурака
- 1998 — На ножах
- 2000 — Особый случай — тамада
- 2001 — Саломея — посетитель у князя Туруцкого
- 2001 — На углу у Патриарших-2 — Либеровский
- 2001 — Курортный роман — Федя Куковякин
- 2004 — Дальнобойщики-2 (7-я серия «Приватизация») — заведующий складом
- 2005 — Золотой телёнок — Трикартов
- 2006 — Сыщики-5 — Рогай
- 2006 — Карамболь